# علي بن محمد بن عبد الله
أبو الحسن علي بن محمد بن عبد الله بن الحسن بن الحسن بن علي بن أبي طالب العلوي الفاطمي القرشي الهاشمي المدني، هو أول علوي قدم مصر، بويع بالخلافة في مصر في زمن المهدي أمير المؤمنين ابن أبي جعفر المنصور. قام بأمر دعوته خالد بن سعيد بن ربيعة الصدفي وبايعه بعض الأمويين في مصر، ومنهم دحية بن مصعب بن الأصبغ بن عبد العزيز بن مروان بن الحكم بن أبي العاص ومنصور الأشل بن الأصبغ بن عبد العزيز بن مروان بن الحكم وزيد بن الأصبغ بن عبد العزيز بن مروان بن الحكم. لم يتم أمر علي ولم تكتمل دعوته وانتهى أمره، وتوفي في مصر.

## حياته
قدم والده إلى مصر في أمرة حميد بن قحطبة، داعية لأبيه وعمه. فنزل على عسامة بن عمرو المعافري. وفي ولايته ظهرت دعوة بني حسن بن علي في مصر، وتكلم بها الناس.